# Бідеріц
Бідеріц (нім. Biederitz) — громада в Німеччині, розташована в землі Саксонія-Ангальт. Входить до складу району Єріхов.
Площа — 39,32 км2. Населення становить 8616 ос. (станом на 31 грудня 2021).